# Guusje Steenhuis
Guusje Steenhuis, née le 27 octobre 1992 à Grave, est une judokate néerlandaise.
Luttant dans la catégorie des moins de 78 kg, mi-lourds, elle obtient aux Championnats du monde une médaille d'argent en 2018 et une médaille de bronze en 2021 et 2023.
Elle remporte cinq médailles européennes, le bronze aux Jeux européens et quatre d'argent aux Championnats d'Europe de 2016, 2017, 2021 et 2022.

## Palmarès

### Compétitions internationales
| Année | Compétition           | Lieu     | Résultat | Catégorie         |
| ----- | --------------------- | -------- | -------- | ----------------- |
| 2015  | Jeux européens        | Bakou    | 3e       | Moins de 78 kg    |
| 2016  | Championnats d'Europe | Kazan    | 2e       | Moins de 78 kg    |
| 2017  | Championnats d'Europe | Varsovie | 2e       | Moins de 78 kg    |
| 2018  | Championnats du monde | Bakou    | 2e       | Moins de 78 kg    |
| 2019  | Jeux européens        | Minsk    | 2e       | Moins de 78 kg    |
| 2021  | Championnats d'Europe | Lisbonne | 2e       | Moins de 78 kg    |
| 2021  | Championnats du monde | Budapest | 3e       | Moins de 78 kg    |
| 2022  | Championnats d'Europe | Sofia    | 2e       | Moins de 78 kg    |
| 2023  | Championnats du monde | Doha     | 3e       | Moins de 78 kg    |
| 2023  | Championnats du monde | Doha     | 3e       | Par équipes mixte |

### Masters mondial, Tournois Grand Chelem et Grand Prix
| Année           | Compétition       | Lieu        | Résultat       | Catégorie      |
| --------------- | ----------------- | ----------- | -------------- | -------------- |
| 2014            | Grand Chelem      | Bakou       | 3e             | Moins de 78 kg |
| 2014            | Grand Prix        | Qingdao     | 2e             | Moins de 78 kg |
| 2015            | Grand Chelem      | Bakou       | 1re            | Moins de 78 kg |
| 2015            | Grand Chelem      | Tioumen     | 1re            | Moins de 78 kg |
| 2015            | Grand Chelem      | Abou Dabi   | 3e             | Moins de 78 kg |
| 2015            | Grand Chelem      | Tokyo       | 2e             | Moins de 78 kg |
| 2016            | Grand Prix        | Düsseldorf  | 3e             | Moins de 78 kg |
| 2016            | Grand Prix        | Tbilissi    | 2e             | Moins de 78 kg |
| 2016            | Grand Chelem      | Bakou       | 1re            | Moins de 78 kg |
| 2016            | Masters mondial   | Guadalajara | 3e             | Moins de 78 kg |
| 2016            | Grand Prix        | Zagreb      | 2e             | Moins de 78 kg |
| 2016            | Grand Chelem      | Abou Dabi   | 1re            | Moins de 78 kg |
| 2017            |                   |             |                |                |
| Grand Chelem    | Paris             | 3e          | Moins de 78 kg |                |
| Grand Chelem    | Bakou             | 1re         | Moins de 78 kg |                |
| Grand Chelem    | Abou Dabi         | 3e          | Moins de 78 kg |                |
| Grand Prix      | La Haye           | 1re         | Moins de 78 kg |                |
| Grand Chelem    | Tokyo             | 2e          | Moins de 78 kg |                |
| Masters mondial | Saint-Petersbourg | 3e          | Moins de 78 kg |                |
| 2018            | Grand Chelem      | Paris       | 2e             | Moins de 78 kg |
| 2018            | Grand Prix        | Budapest    | 3e             | Moins de 78 kg |
| 2018            | Grand Chelem      | Abou Dabi   | 1re            | Moins de 78 kg |
| 2019            | Grand Chelem      | Abou Dabi   | 3e             | Moins de 78 kg |
| 2021            | Masters mondial   | Doha        | 3e             | Moins de 78 kg |
| 2022            | Grand Chelem      | Antalya     | 2e             | Moins de 78 kg |
| 2022            | Grand Chelem      | Bakou       | 3e             | Moins de 78 kg |
| 2022            | Masters mondial   | Jérusalem   | 3e             | Moins de 78 kg |
| 2023            | Grand Chelem      | Paris       | 3e             | Moins de 78 kg |
| 2024            | Grand Chelem      | Paris       | 3e             | Moins de 78 kg |
| 2024            | Grand Chelem      | Bakou       | 1re            | Moins de 78 kg |
| 2024            | Grand Chelem      | Tbilissi    | 2e             | Moins de 78 kg |